# ARS LONGA (сериал)
ARS LONGA («Искусство вечно») — театральный Zoom-сериал производства театра ARTиШОК (Казахстан) и театра Марка Вайля «Ильхом» (Узбекистан). Снят по мотивам пьесы ARS LONGA российского драматурга и сценариста Михаила Дурненкова.
Премьерный показ первого эпизода сериала состоялся 2 мая 2020 года одновременно на YouTube-каналах обоих театров. Серии выходят каждую среду и субботу в 21:00 по времени Алматы или в 20:00 по времени Ташкента.
Действие сериала происходит в условиях карантина во время пандемии COVID-19.

## Сюжет
История театральных артистов, которые в условиях пандемии ощутили себя ненужным общественным сегментом.
Действие разворачивается в конференции Zoom. Режиссер Алексей собирает съемочную команду для производства сериала «Убить старика» — прибыльной халтуры, на деньги от которой он планирует поставить серьезный спектакль. В команде Алексея четыре театральных актера — Валера, Валя, Елена Андреевна, Семен Маркович и начинающий оператор Женис. Сценарий каждой серии заказчики присылают Алексею только в день съемок. Артистам, привыкшим работать в классическом театре, весьма неуютно участие в сериале невысокой культурной ценности. Но их объединяет одно — всем очень нужны деньги, так как из-за пандемии они все остались без работы.
Пытаясь остаться в профессии и доказать свою нужность обществу, они все-таки начинают снимать «сериал для интернета», используя при этом единственный профессиональный язык, которым владеют — театр.
Отличия от текста пьесы
Пьеса ARS LONGA («Искусство вечно!») была написана Михаилом Дурненковым в 2008 году на фоне финансового кризиса 2008 года. В сериале причиной, по которой герои соглашаются на участие в сомнительном проекте, стал кризис, вызванный пандемией COVID-19. Также в сериале появляются второстепенные персонажи, которых не было в пьесе.

## Актёры и роли

### В главных ролях
| Актёр                  | Роль            |
| ---------------------- | --------------- |
| Чингиз Капин           | Алексей (Леша)  |
| Куантай Абдимади       | Женис (Жека)    |
| Виктория Мухамеджанова | Валя            |
| Владимир Юдин          | Валера          |
| Елена Набокова         | Елена Андреевна |
| Борис Гафуров          | Семен Маркович  |

- Алексей — театральный режиссер, мечтающий поставить спектакль «Время цветов». Из-за кризиса и карантина вынужден согласиться на съемки сериала «Убить старика» для неизвестного заказчика. В качестве команды Алексей приглашает театральную труппу, которая работала над его спектаклем.
- Женис — молодой оператор без опыта работы, но понимающий в технологиях немного больше, чем остальные члены съемочной команды. Хочет выучиться на кинорежиссера и скрывается от военкома.
- Валя — театральная актриса в декретном отпуске. Беременна от Валеры, но не требует от него алиментов, так как думает, что отец ребенка — болгарский артист, с которым она познакомилась на гастролях, и пытается сама заработать себе на роды. В сериале «Убить старика» сыграет роль студентки Алены. Чтобы беременность Вали не бросалась в глаза, снимают ее только крупным планом.
- Валера — театральный актер, считающий себя неудачником. Называет себя «обычным» и жалуется, что на его спектакли не приходят известные режиссеры. В сериале «Убить старика» сыграет роль беглого заключенного по кличке Карась.
- Елена Андреевна — театральная актриса зрелых лет, самое яркое впечатление в жизни которой — несыгранная роль Маргариты в ранней молодости. В сериале «Убить старика» сыграет приемную бабушку Алены, авторитета по кличке Швабра и «всех стариков мира».
- Семен Маркович — театральный актер, наверняка заслуженный или даже народный, но всеми забытый. Отказывается участвовать в съемках сериала, называя их унизительными, но в итоге возвращается в команду и получает роль главного злодея.

### В эпизодах
| Актёр               | Роль                                     |
| ------------------- | ---------------------------------------- |
| Анастасия Тарасова  | Ирина, фитнес-инструктор                 |
| Ольга Володина      | Антонида Брониславовна, заказчик сериала |
| Сейдулла Молдаханов | Сейдулла Абдуллаевич, папа Жениса        |

## Список серий
| № |     | Дата выхода |
| --- | --- | ----------- |
| 1 | TBA | 2 мая 2020  |
| Алексей собирает артистов в Zoom, знакомит с оператором Женисом и объявляет, что взял заказ на съемки веб-сериала. Валя, Валера и Елена Андреевна соглашаются участвовать, Семен Маркович решает, что его хотят унизить, и выходит из конференции.                                                                           |     |             |
| 2 | TBA | 9 мая 2020  |
| Группа снимает первую серию сериала. Елена Андреевна в роли Швабры и Валера в роли Карася ведут диалог в автозаке. Женису приходится играть роль полицейского. В другом эпизоде Карась знакомится с Аленой, которую играет Валя.                                                                                             |     |             |
| 3 | TBA | 13 мая 2020 |
| Семен Маркович возвращается с готовностью приступить к съемкам. У них с Алексеем случается конфликт, который прерывает сообщение от заказчиков сериала со сценарием новой серии. Алексей возмущен текстом сценария и готов бросить проект, но Елена Андреевна уговаривает его продолжить.                                    |     |             |
| 4 | TBA | 16 мая 2020 |
| Команда сериала снимает эпизод о нашествии зомби. Семен Маркович в образе "президента одной из центральноазиатских стран" читает обращение к народу на фоне звездного неба и в очередной раз провоцирует конфликт с Алексеем. Валя жалуется, что не понимает свою героиню, и Алексей решает найти замену беременной актрисе. |     |             |
| 5 | TBA | 20 мая 2020 |
| 6 | TBA | 23 мая 2020 |
| 7 | TBA | 27 мая 2020 |
| 8 | TBA | 30 мая 2020 |
| 9 | TBA | TBA         |
| 10 | TBA | TBA         |

## Создание
Театр ARTиШОК и режиссер Галина Пьянова обращались к тексту пьесы Михаила Дурненкова несколько раз с 2010 года. Ко Всемирному дню театра 27 марта в 2010 году в театре состоялась читка пьесы, в которой принимала участие актриса Елена Набокова, занятая в сериале 2020 года. В 2012 и 2016 годах пьеса также была представлена на сцене театра в спецпроектах, в них на сцену выходили Виктория Мухамеджанова, Чингиз Капин и Анастасия Тарасова, также сыгравшие в сериале.

## Краудфандинг
В поддержку сериала был запущен краудфандинг для театров ARTиШОК и «Ильхом» на период пандемии, так как в мире была приостановлена деятельность большинства театральных команд. Цель сбора — позволить театрам заработать средства, не имея возможности приглашать зрителей на показы, и представить в театральном сезоне 2020/2021 живую премьеру спектакля ARS LONGA на площадках обоих театров.